# Distrito de Kreuzlingen
Kreuzlingen é um distrito da Suíça, localizado no cantão de Turgóvia. Tem 129,0 km² de área e sua população em 2019 foi estimada em 48.998 habitantes. Sua sede é a comuna de Kreuzlingen.

## Comunas
| Brasão     | Comuna         | População (31 de dezembro de 2019) | Área km² |
| ---------- | -------------- | ---------------------------------- | -------- |
|            | Altnau         | 2.285                              | 6.7      |
|            | Bottighofen    | 2.301                              | 2.4      |
|            | Ermatingen     | 3.527                              | 10.4     |
|            | Gottlieben     | 333                                | 0.4      |
|            | Güttingen      | 1.661                              | 9.5      |
|            | Kemmental      | 2.601                              | 28.4     |
|            | Kreuzlingen    | 22.188                             | 11.5     |
|            | Langrickenbach | 1.273                              | 10.9     |
|            | Lengwil        | 1.744                              | 8.9      |
|            | Münsterlingen  | 3.494                              | 5.4      |
|            | Raperswilen    | 413                                | 7.7      |
|            | Salenstein     | 1.369                              | 6.6      |
|            | Tägerwilen     | 4.762                              | 11.6     |
|            | Wäldi          | 1.047                              | 12.3     |
| Total (14) |                | 48.998                             | 129.0    |